# North Elkhorn Township
North Elkhorn Township est un township, situé dans le comté de Warren, dans le Missouri, aux États-Unis,.